# Isla de Mar
Het Isla de Mar (Arabisch: Djazirat al-ard) vormt samen met het Isla de Tierra en het eiland Peñón de Alhucemas de archipel van de Alhucemas-eilanden.
Isla de Mar is rotsachtig, vlak en onbewoond. Het eiland ligt ongeveer 120 meter ten noordoosten van Isla de Tierra en ongeveer 500 meter uit de kust van Marokko. Het strand van Sfiha is een populaire attractie voor de Marokkaanse bevolking. Het hoogste punt van het eiland ligt ongeveer 4 meter boven zeeniveau.
Het eiland werd in de 16e eeuw, samen met andere eilanden voor de noordkust van Marokko, overgedragen aan het Koninkrijk Spanje. Tegenwoordig behoort het tot de Plazas de soberanía, die rechtstreeks ondergeschikt zijn aan de centrale overheid in Madrid.